# 범세동
범세동(范世東, ? ~ 1397?)은 고려 말기의 학자이다. 본관은 금성, 자는 여명(汝明), 호는 복애(伏崖)이다. 통찬(通贊) 후춘(後春)의 아들이며 정몽주의 제자이다. 《환단고기》에서는 범장(范樟) 혹은 휴애거사 범장(休崖居士 范樟)이라는 이름으로 등장하며 그가 〈북부여기〉를 썼다고 언급되어 있다.
두문동(杜門洞) 72현 중 한 사람이다. 원천석(元天錫)과 함께 《화해사전 華海師全》을 편집하고 《동방연원록 東方淵源錄》을 편찬하였다.
관직은 낭사(郎舍)의 으뜸인 간의대부(諫義大夫)에 이르렀다.
사후에 후덕군(厚德君)에 봉해지고 문충(文忠)의 시호를 받았으며 개성의 표절사(表節祠), 두문동서원(杜門洞書院), 광주의 복룡사(伏龍祠)에 제향되었다.

## 같이 보기
- 범세동선생묘 - 광주광역시 기념물  제23호